# Adolph Brunner
Gustav Adolph Brunner (* 15. Juni 1837 in Riesbach; † 24. Oktober 1909 in Lausanne) war ein Schweizer Architekt des Historismus. Gemeinsam mit seinem Bruder Fritz Brunner führte er von 1865 bis 1886 in Zürich das Architekturbüro Adolph und Fritz Brunner.

## Ausbildung und Karriere
Adolph Brunner war der Sohn eines Riesbacher Zimmermeisters, besuchte die Zürcher Industrieschule und hospitierte parallel zu einer Bauzeichnerlehre bei Johann Caspar Wolff von 1855 bis 1857 am neu gegründeten Eidgenössischen Polytechnikum bei Gottfried Semper. Er setzte seine Lehre dann bei Hans Rychner in Neuenburg fort, bevor er von 1860 bis 1863 nach Paris ging, wo er beim Architecte du Département de la Seine arbeitete, bei dem für seine denkmalschützerische Tätigkeit bekannten Émile Boeswillwald.

## Das gemeinsame Büro der Brüder
Zusammen mit seinem Bruder Fritz gründete er die wohl seinerzeit bestbeschäftigte Hochbaufirma Zürichs, die im neu entstehenden Bellerivequartier den grössten Anteil der Gebäude errichten konnte und federführend auch an der Anlage der unteren Bahnhofstrasse beteiligt war.

## Ab 1886
Nach dem Tod seines Bruders führte Adolph das Geschäft alleine weiter, er entwickelte sich zum Spezialisten für den Bau und die Einrichtung von Bankgebäuden, in Zürich beispielsweise die Schweizerische Kreditanstalt, Kantonalbank, Eidgenössische Bank, Volksbank und Bank Leu & Cie, in La Chaux-de-Fonds die Eidgenössische Bank, in Bern 1903 die Kantonalbank.
Nach dem Sturz von einem Baugerüst 1902 in der Zürcher Bahnhofstrasse zog sich Brunner zurück und übersiedelte an den Genfersee, wo er 1909 starb.

## Werkauswahl
1865–1886
- Zum Schneggen, Zürich 1864–1866, (Innenausbau des von Leonhard Zeugheer und Georg Lasius geplanten Zunfthauses unter Verwendung von Teilen der vorherigen Gesellschaftshäuser)
- Spätklassizistische Wohnhäuser, Zürich 1866–1869
- Hotel Schweizerhof Luzern, Luzern 1868–1869 (Umbauten im ältesten Luxushotel der Stadt, ursprünglich von Melchior Berri)
- Villa Meissenburg, Zug 1869–1870
- Turnhalle Schulhaus Seefeld, Zürich 1871, abgerissen
- Schindlergut, Zürich 1871, 1914 umfassend umgebaut
- Seidenhaus Rübel und Abegg, Zürich 1872
- Fabrikgebäude Schröder, Zürich 1872
- Gemeindehaus Riesbach, Zürich 1873
- Zentralhof, Zürich 1873–1876, Blockbebauung
- Schulhaus Mühlebach, Zürich 1874–1876
- Mehrfamilienhaus, Zürich 1875
- Villa Beutter, St. Gallen 1875
- Villa Wartegg, Zürich 1875–1876, abgerissen 1962
- Haus Kirchhofer, St. Gallen 1876–1879, heute Museum im Kirchhoferhaus
- Wohnhaus Zur Perle, St. Gallen 1876–1878
- Haus Zum Steg, St. Gallen 1876–1879
- Mehrfamilienhäuser Lendi & Eberhard, Zürich 1877
- Haus Blattner, Zürich 1878
- Wohn- und Geschäftshaus Hardmeier, Zürich 1879
- Gasthaus auf Uto-Kulm, Zürich 1879, umfassend umgebaut
- Kappelerhof, Zürich 1878–1888, Blockbebauung nach Konzept von Adolph und Fritz Brunner, Ausführung durch verschiedene Architekten, darunter Fraumünsterstr. 17 durch Brunner
- Villa Daheim, Zug 1879
- Mehrfamilienhäuser, Zürich 1880
- Turnhalle Mühlebach, Zürich 1880–1881, vollst. umgebaut
- Villa Seeburger-Forrer, Zürich 1881
- Kantonalbank, Zürich 1882
- Doppelvilla, Zürich 1884

ab 1886
- Villa Biedermann-Reinhart, Zürich 1886 (heute Stiftung Sammlung E. G. Bührle)
- Villa Riesmatt, Zürich 1887–88
- Villa Erika, Zürich 1887–88
- Hotel Bellevue, Zürich 1889 (Umbau des ursprünglich von Leonhard Zeugheer bis 1858 geschaffenen Ursprungsbaus, seither weiter umgebaut)
- Villa Abegg, Zürich 1890, 1971 abgerissen
- Villa Mayer, Zürich 1890, vollständig umgebaut
- Volksbank, Zürich 1893, (Umbau) 1925 abgerissen
- Eidgenössische Bank, Zürich 1894–1907, 1965–1978 umgebaut oder abgerissen
- Schweizerische Kreditanstalt, Zürich 1898–1899 (Umbau der Neuen Hauptpost zur Schweizerischen Kreditanstalt)
- Eidgenössische Bank, La-Chaux-de-Fonds 1900
- Leuenbank, Zürich 1901, 1966 abgerissen
- Kantonalbank, Bern 1903 (Umbau des Gesellschaftshauses Museum (ursprünglich von Johann Caspar Wolff, 1866–1869))

## Belege
1. ↑  N.N.: Hôtel de la Banque Fédérale à la Chaux-de-Fonds. In: Schweizerische Bauzeitung. Band 34, Nr. 16, 1899, S. 154–156, doi:10.5169/seals-21408.
2. ↑  N.N.: Kantonalbank in Bern. In: Schweizerische Bauzeitung. Band 44, Nr. 7, 1904, S. 83 (online).
3. ↑  N.N.: Adolf Brunner (Nekrolog). In: Schweizerische Bauzeitung. Band 54, Nr. 18, 1909, S. 260 (online).

| Personendaten    | Personendaten                          |
| ---------------- | -------------------------------------- |
| NAME             | Brunner, Adolph                        |
| ALTERNATIVNAMEN  | Brunner, Adolf; Brunner, Gustav Adolph |
| KURZBESCHREIBUNG | Schweizer Architekt                    |
| GEBURTSDATUM     | 15. Juni 1837                          |
| GEBURTSORT       | Riesbach                               |
| STERBEDATUM      | 24. Oktober 1909                       |
| STERBEORT        | Lausanne                               |